# James Brice
James Brice, född 26 augusti 1746 i Annapolis, Maryland, död 11 juli 1801 i Annapolis, Maryland, var en amerikansk jurist, plantageägare och politiker (federalist). Han var tillförordnad guvernör i Maryland från februari till april 1792.
Brice studerade juridik och inledde 1765 sin karriär som advokat. Fadern John Brice avled 1766 och James Brice ärvde faderns plantager i Cecil County och Kent County. Under sin långa politiska karriär var Brice två gånger borgmästare i Annapolis, nämligen 1782–1783 och 1787–1788. Han var en förmögen plantageägare och ägde 28 slavar.
Guvernör George Plater avled 1792 i ämbetet och Brice innehade guvernörsämbetet fram till Thomas Sim Lees tillträde som guvernör senare samma år.